# 革命巴勒斯坦共产党
革命巴勒斯坦共产党（阿拉伯语：الحزب الشيوعي الفلسطيني-الثوري）是巴勒斯坦的一个小型共产主义政党。1982年，约旦共产党在约旦河西岸地区的分支因是否承认以色列的问题发生分裂，追随苏联承认以色列的路线的温和派于2月10日组成巴勒斯坦共产党，由阿拉比·阿瓦德领导的强硬派则于10月组成革命巴勒斯坦共产党。该党的总部位于大马士革。该党主张通过武装斗争建立独立的巴勒斯坦国。